# Szehemré Seduaszet
Szehemré Seduaszet ókori egyiptomi uralkodó, a thébai XVI. dinasztia tagja.
A Szehemré Seduaszet az uralkodói neve; személyneve nem maradt fenn. Kizárólag a torinói királylistáról ismert, ahol Bebianh utódaként tüntetik fel.
Egy feltételezés szerint azonos lehet II. Szobekemszaffal, akinek uralkodói neve Szehemré Sedtaui, bár nevük kis mértékben eltér (a Szehemré Seduaszet jelentése „Ré hatalma, [amely] megmenti Thébát”, a Szehemré Sedtauié pedig „Ré hatalma, [amely] megmenti a Két Földet”). Amennyiben így van, úgy Nubhaesz királyné férje és Szehemré-Wepmaat Antef király apja volt.

## Fordítás
- Ez a szócikk részben vagy egészben  a   Sekhemre Shedwast című angol Wikipédia-szócikk ezen változatának fordításán alapul.  Az eredeti cikk szerkesztőit annak laptörténete sorolja fel. Ez a jelzés csupán a megfogalmazás eredetét és a szerzői jogokat jelzi, nem szolgál a cikkben szereplő információk forrásmegjelöléseként.